# تريوسلفان
تريوسلفان هو دواء يُعطى للأشخاص قبل إجراء زراعة نخاع العظم. يستخدم كعلاج تكييف لتنظيف نخاع العظام وإفساح المجال لخلايا نخاع العظم المزروعة، والتي يمكنها بعد ذلك إنتاج خلايا دم صحية. يستخدم مع دواء آخر يسمى فلودارابين في البالغين والأطفال من عمر شهر واحد المصابين بسرطان الدم وكذلك في البالغين الذين يعانون من اضطرابات شديدة أخرى تتطلب زرع نخاع العظم.

## الدواء
ينتمي إلى عائلة الأدوية التي تسمى عوامل المؤلكلة. في الجسم،
تُحَوَلُ تريوسولفان إلى مركبات أخرى تسمى الإيبوكسيدات التي تقتل الخلايا وخاصة الخلايا التي تتطور بسرعة مثل خلايا نخاع العظام عن طريق الالتصاق بالحمض النووي الخاص بها أثناء الانقسام.
الآثار الجانبية الأكثر شيوعًا عند البالغين والأطفال هي العدوى والغثيان والتهاب الفم والتقيؤ والإسهال وآلام البطن. يُلاحظ أيضًا التعب، قلة العدلات الحموية (انخفاض عدد خلايا الدم البيضاء مع الحمى) وارتفاع مستويات البيليروبين في الدم (أحد منتجات تكسير خلايا الدم الحمراء) لدى أكثر من 1 من كل 10 بالغين ويؤثر الطفح الجلدي أيضًا على أكثر من 1 من كل 10 أطفال.